# Walter Van Beirendonck
Walter Van Beirendonck (Brecht, 4 febbraio 1957) è uno stilista belga.

## Biografia

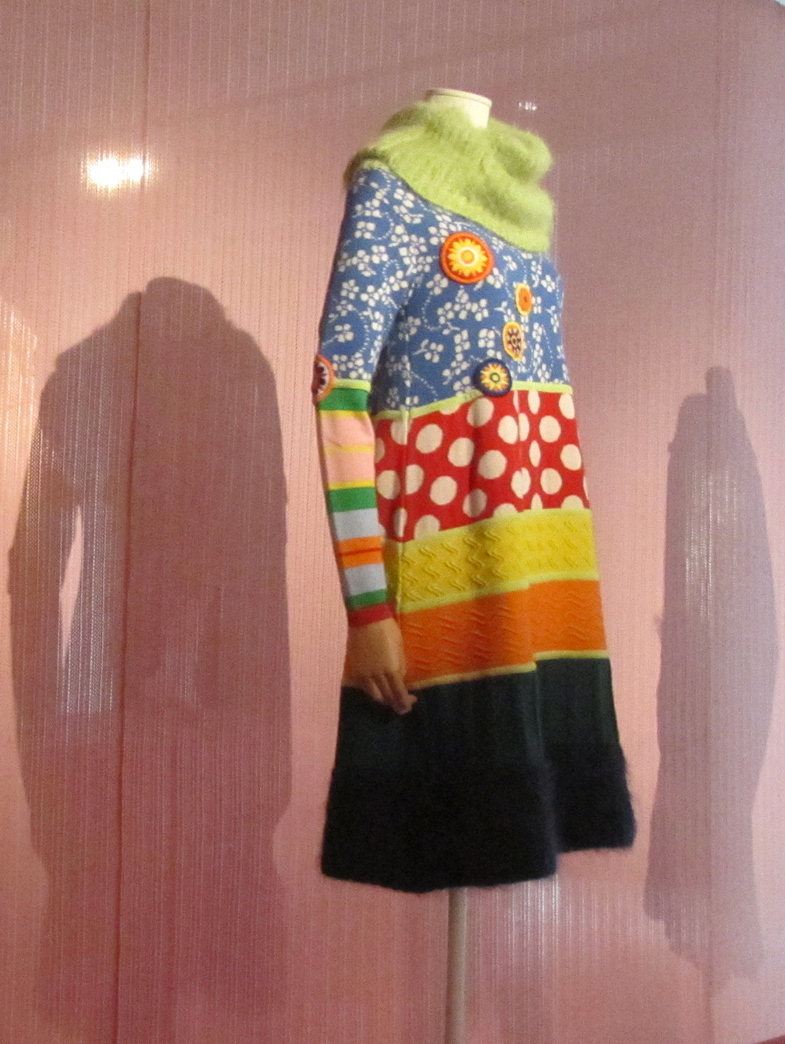

Walter Van Beirendonck studia design della moda presso la Royal Academy of Fine Arts di Anversa dal 1978 al 1981. Nel 1981 si laurea insieme alla classe che diverrà conosciuta come la "Antwerp Six", ovvero un gruppo di stilisti diventati particolarmente influenti nel campo della moda, che comprende anche Ann Demeulemeester, Dries van Noten, Dirk Van Saene, Dirk Bikkembergs e Marina Yee.
Inizialmente Walter Van Beirendonck lavora per lo stilista italiano Gianfranco Ferré per il quale disegna la linea di abbigliamento sportivo Rhinosaurus Rex, fino al 1992. Dal 1983, lo stilista inizia a realizzare le proprie collezioni, ispirate alle arti visuali, alla letteratura, e dalle influenze etniche. Le inusuali combinazioni di colore, e le forti influenze grafiche sono le principali caratteristiche delle sue creazioni.
Nel 1995 il suo marchio viene ribattezzato Wild and Lethal Trash. Nel 1997 disegna i costumi per il PopMart Tour degli U2, mentre nel 1998 cura la realizzazione delle divise dei ciclisti della nazionale del Belgio. Nel 1999, gli viene riconosciuto il titolo onorifico di "ambasciatore culturale per le Fiandre". Nel 2001 cura il progetto Fashion 2001 Landed-Geland ad Anversa.
Oltre al lavoro di stilista, Walter Van Beirendonck ha anche lavorato come insegnante alla Royal Academy of Fine Arts di Antwerp per dodici anni, dal 1984 al 1996.